# Apol·lodor de Gela
Apol·lodor de Gela (en grec antic: Ἀπολλόδωρος) va ser un poeta còmic nascut a Gela (Sicília). Va viure entre l'any 340 aC i el 290 aC, contemporani de Menandre d'Atenes i, com ell, autor d'allò que s'ha anomenat Comèdia Nova. La Suda i Eudòxia Macrembolitissa li atribueixen set comèdies. Hi ha fonts que el confonen sovint amb Apol·lodor de Carist.
No se n'ha conservat cap obra, i el seu text es coneix solament a partir de fragments procedents de citacions d'altres autors.